# 华山黄耆
华山黄耆（学名：Astragalus havianus）为豆科黄芪属的植物，是中国的特有植物。分布在中国大陆的陕西等地，生长于海拔2,000米的地区，多生于山坡、路旁以及岩石缝中，目前尚未由人工引种栽培。

## 异名
- Astragalus havianus Pet.-Stib. var. pellidiflorus Y. C. Ho